# Centropogon hirtus
Centropogon hirtus là loài thực vật có hoa trong họ Hoa chuông. Loài này được (G.Don) C.Presl mô tả khoa học đầu tiên năm 1836.